# Base di ricerca Vernads'kyj

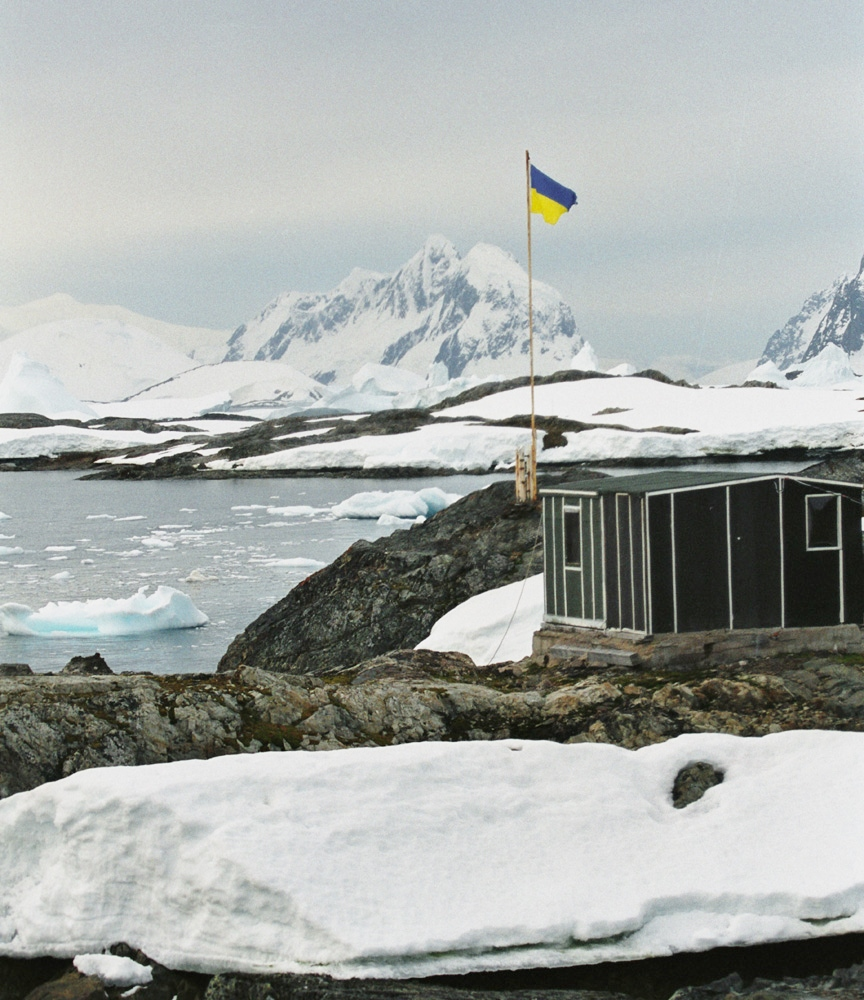
Base con la Bandiera dell'Ucraina issata

La base di ricerca Vernads'kyj (in ucraino: Антарктична станція Академік Вернадський) è una stazione di ricerca antartica appartenente all'Ucraina, situata a Marina Point sull'Isola Galindez nelle Isole Argentine, non lontano dalla Penisola Kiev. La regione è soggetta a rivendicazioni territoriali tra tre paesi (vedi Rivendicazioni territoriali in Antartide). Di fatto è l'unica stazione antartica di pertinenza ucraina e deve il suo nome al mineralogista Volodymyr Vernadsky (1863-1945), che fu il primo presidente dell'Accademia nazionale delle scienze dell'Ucraina.
La base di ricerca fu istituita nel 1947 ed era britannica, divenne ucraina solo nel 1996. Il coordinamento e l'amministrazione operativa della base sono condotti dal Centro scientifico nazionale antartico dell'Ucraina, che fa parte del Ministero dell'Istruzione e delle Scienze dell'Ucraina.
Le stazioni antartiche più vicine sono la Stazione Palmer degli Stati Uniti e la Base Yelcho del Cile, riaperta nel 2015.

## Storia

### Base di Ricerca British Faraday (Stazione F)

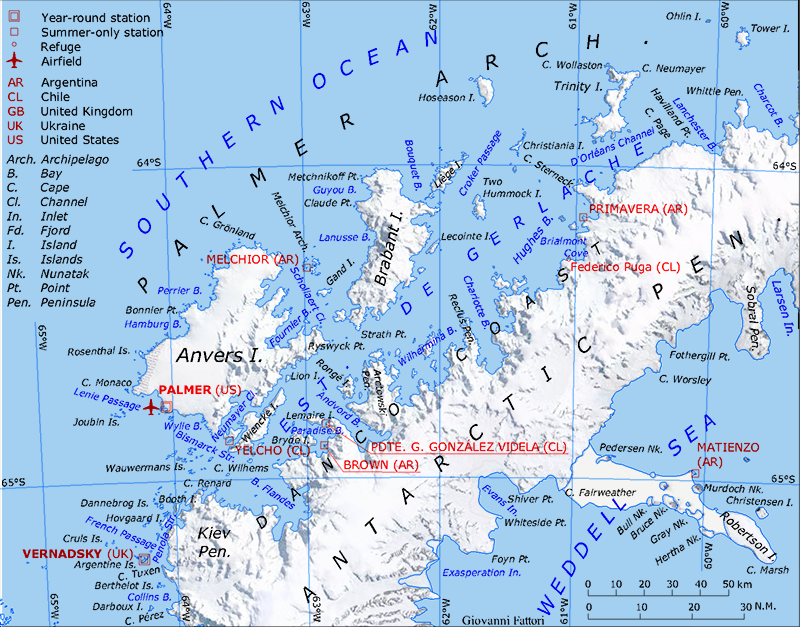
Mappa della regione dello Stretto di Gerlache

La prima base di ricerca fu collocata nel 1947 presso il sito di Wordie House sull'isola di Winter dal Falkland Islands Dependencies Survey (oggi British Antarctic Survey) come isola argentina. 
Nel maggio 1954 la base si trasferì dall'Isola di Winter al sito attuale, sull'adiacente Isola di Galindez e l'edificio principale fu chiamato Coronation House in onore dell'Incoronazione della regina Elisabetta II nel 1953. Il personale della stazione britannica delle Isole Argentine (poi stazione di Faraday) a volte utilizzava la stazione di rifugio argentino di Groussac sull'isola Petermann.
Il 15 agosto 1977 fu ribattezzata Stazione F - Faraday dopo che l'aeronautica argentina stabilì la propria base militare nell'Isola di Thule nel novembre 1976 (vedi Corbeta Uruguay (base)) durante la guerra delle Falkland tra Argentina e Regno Unito. La base, divenuta britannica al termine del conflitto tra Argentina e Regno Unito, fu ribattezzata solamente Stazione Faraday in onore dello scienziato britannico Michael Faraday. Nel settembre 1976 sull'Isola Rasmussen fu posta una croce commemorativa in onore di G. H. Hargreaves, M. A. Walker e G. J. Whitfield rispettivamente meteorologo, cuoco e fisico, scomparsi tragicamente in un incidente alpinistico mentre effettuavano la discesa del Monte Peary. Il 14 agosto 1982 un'altra croce commemorativa fu posta sull'isola di Petermann in onore di A. C. Morgan, operatore radio, K. P. Ockleton, fisico,  e J. Coll, meccanico di motori diesel, scomparsi e mai più trovati.
La stazione di Faraday è esistita per 49 anni e 31 giorni (7 gennaio 1947–6 febbraio 1996) gestita da FIDS e BAS. Lo scopo principale della stazione era quello di effettuare ricerche nel campo della geofisica, della meteorologia e della ionosfera.

### Base di ricerca Vernadsky
Nel 1992, dopo la dissoluzione dell’Unione Sovietica, la Russia si dichiarò erede di tutte le stazioni antartiche dell’URSS e rifiutò di trasferirne una all’Ucraina. Nel periodo tra febbraio e agosto 1992 furono inviate numerose lettere da parte di scienziati e specialisti, appelli di istituzioni e organizzazioni agli enti statali affinché si riprendesse l'attività dell'Ucraina in Antartide, poiché essenziale e necessaria.
Il 3 luglio 1992, il presidente dell'Ucraina Leonid Kravchuk emise un decreto sulla partecipazione dell'Ucraina alla ricerca in Antartide. Nell'agosto 1992, la Verkhovna Rada approvò i documenti sull'adesione dell'Ucraina al Trattato Antartico e il 26 ottobre 1993 fu istituito il Centro per gli studi sull'Antartide (in seguito Centro antartico ucraino), guidato da Petro Gozhyk.
Nel novembre 1993, il Regno Unito fece circolare una proposta alle ambasciate per trasferire la stazione di Faraday, sull'isola di Galindez, in uno degli Stati che non disponevano ancora di stazioni nel continente. Questa idea è stata ripresa dai diplomatici ucraini: l'allora ambasciatore dell'Ucraina in Gran Bretagna Serhiy Komisarenko e il consigliere dell'Ambasciata per la scienza Roland Franco.[5]
Il 21 novembre 1994, la Renaissance Foundation ha stanziato 12.000 dollari per il progetto Ucraina Ritorno in Antartide. Il 20 luglio 1995, a Londra, l'ambasciatore ucraino Serhiy Komisarenko ha firmato un accordo intergovernativo e Petro Gozhyk, direttore del CAD, ha firmato un memorandum tra il CAD e il BAS sul trasferimento della stazione antartica di Faraday all'Ucraina entro il 31 marzo 1996.
L'Ucraina ha rilevato la gestione della base nel febbraio 1996.[3] È stato venduto dal Regno Unito per la cifra simbolica di 1 sterlina; il costo dello smantellamento della base con le dovute pratiche e standard ambientali sarebbe stato troppo costoso. Il 6 febbraio 1996, alle 18:45, sopra la stazione fu solennemente issata la Bandiera dell'Ucraina.
La prima spedizione ucraina riscontrò un notevole successo: per l'elevata professionalità dimostrata nelle condizioni estreme dell'Antartide nello svolgimento dei compiti della Prima Spedizione Antartica Ucraina con Decreto del Presidente dell'Ucraina nell'aprile 1998, l'Ordine al Merito di III grado è stato assegnato a G. P. Milinevskij (capo stazione), l'Ordine del Coraggio di III grado V. G. Bakhmutov (geofisica) e L. S. Govorukha (glaciologo). Alla stazione è presente un monumento con l'elenco dei partecipanti alla Prima Spedizione in Antartide.
Il Centro scientifico nazionale antartico dell'Ucraina continua un programma di ricerca sulla meteorologia, aeronomia, geomagnetismo, ozono, sismologia, glaciologia, ecologia, biologia e fisiologia. Lo scopo del Programma scientifico e tecnico statale per la ricerca in Antartide per il periodo 2011-2020 è quello di garantire lo svolgimento della ricerca di base e applicata in Antartide, l'efficace funzionamento della stazione antartica "Vernadsky", il rispetto degli obblighi internazionali dell'Ucraina ai sensi del Trattato Antartico e una valutazione scientificamente fondata delle prospettive di sviluppo del potenziale delle risorse biologiche e minerarie della regione.

## Clima
Il clima della base è classificato come subantartico marino.Il clima è fortemente influenzato dal circostante Oceano Pacifico, che modera le temperature invernali ed estive. Pertanto, le temperature invernali raramente scendono sotto i -20 °C (-4 °F) a causa delle acque più calde, mentre in estate, le acque fresche e il manto nevoso fanno sì che le temperature raramente superino 0 °C (32 °F).[8] La temperatura media annuale è di -4 °C (25 °F), anche se nell'ultimo decennio le temperature sono aumentate, soprattutto in inverno e in autunno.
Essendo situata sulla costa occidentale della Penisola Antartica, il clima è dominato dai sistemi di bassa pressione che si sviluppano sull'Oceano Pacifico e si spostano ad est, verso la catena montuosa della penisola.Questo processo porta a frequenti precipitazioni e forti venti nella base. Si verificano spesso nevicate e tempeste di neve imprevedibili e brevi. In media, la base subisce precipitazioni nevose per 300 giorni all'anno. Gli anticiclonici causati da sistemi di alta pressione all'interno dell'Antartide o dal nord sono rari. Nei casi in cui si verificano, quando il tempo è influenzato dal sistema di alta pressione dall'interno del continente, le masse d'aria fredda provenienti da sud si spostano verso nord. Ciò può occasionalmente portare a condizioni di nebbia e brina.

## Infrastrutture

### Edificio Principale
La base è composta da nove edifici che poggiano su fondamenta rocciose. Un primo ampliamento, nel 1961, all'estremità orientale della capanna forniva alloggio a 15 persone. Importanti modifiche nel 1980 hanno aggiornato gli alloggi e i locali lavorativi. Ad oggi l'edificio ha due piani ed offre posti letto per 24 persone, un negozio di abbigliamento, un locale caldaia e un impianto ad osmosi inversa al piano terra. Al piano superiore si trovano un salone, una biblioteca, una sala da pranzo, un negozio di articoli da regalo e una cucina. I visitatori potevano acquistare nella lounge shot di horilka (prodotti in loco) per 3 dollari, fino al 2016. La parte vecchia dell'edificio è ora occupata principalmente da laboratori e uffici, insieme all'ambulatorio e ai bagni. L'attuale capannone del generatore fu eretto nel 1978-79, mentre il precedente ora è utilizzato come negozio di alimenti surgelati e laboratorio di falegnameria. Altri edifici includono due edifici non magnetici, un capannone per il lancio di palloni sonda (ora garage per motoslitte) e un emporio.

### Wordie House
Non più parte dell'attuale base di ricerca ucraina, ma associata alla storia della precedente stazione britannica di Faraday, la Wordie House servì come base per la nuova stazione antartica britannica. Costruito sul sito di una precedente spedizione britannica di nome Graham Land nel 1935-1936, fu distrutto, forse da uno tsunami, nel 1946. La capanna fu chiamata "Wordie House" in onore di Sir James Wordie, un membro della spedizione imperiale transantartica di Shackleton del 1914-1916 che la visitò durante la sua costruzione.
Per commemorare il punto di riferimento storico, il 19 maggio 1995 la Wordie House a Winter Island è stata restaurata e riconosciuta come sito storico e monumento n. 62. Dopo che il complesso della base di Faraday fu trasferito in Ucraina, il nuovo personale della base di Vernadsky continuò a supervisionare temporaneamente la Wordie House.
Nel gennaio 2007 il punto di riferimento è stato ispezionato da un architetto conservatore per BAS e dall'ottobre 2009 la Wordie House è gestita dall'Antarctic Heritage Trust del Regno Unito nell'ambito di un "Memorandum of Understanding" con BAS.

### Rifugio Rasmussen
Sull'isola Rasmussen c'è una capanna che fu utilizzata dal marzo 1984 fino al 6 febbraio 1996. Attualmente è considerata chiusa, ma utilizzata occasionalmente dal personale ucraino della stazione Vernadsky come rifugio di emergenza e per attività ricreative.

## Attività

### Ricerca climatica
Essendo una delle basi operative più longeve dell'Antartide, la stazione Vernadsky è stata oggetto di studi di ricerca scientifica sulle tendenze della temperatura a lungo termine che indicano il riscaldamento globale. Uno studio pubblicato nel numero di aprile 2013 dell’International Journal of Climatology ha esaminato la temperatura giornaliera osservata presso la stazione Faraday/Vernadsky dal 1947 al 2011. Ha concluso che “Faraday/Vernadsky sta sperimentando un significativo trend di riscaldamento di circa 0,6°C/decennio”. (1,1°F) negli ultimi decenni. Allo stesso tempo, l’entità delle temperature estremamente fredde si è ridotta.”

### Servizio postale e turismo
La base Vernadsky gestisce diversi servizi per i turisti in visita. Un ufficio postale vende cartoline al costo di 2 dollari ciascuna. Questo è uno dei pochi uffici postali in cui i visitatori possono inviare posta dall'Antartide, la consegna della posta, però, richiede svariati mesi. I francobolli costano 6 dollari. Oltre a vendere i francobolli e ricevere la posta, l'ufficio postale vende bigliettini commemorativi per un prezzo compreso tra 2 e 3 dollari ciascuna.

## Personale
La base ospita 10 membri del personale in estate e 5 in inverno.

## Nella cultura di massa
La prima spedizione ucraina alla base di ricerca è descritta nel romanzo La morte e il pinguino (1996) dell'autore ucraino Andrey Kurkov, che è stato uno dei primi libri di successo internazionale dell'Ucraina indipendente, così come nel suo seguito I pinguini non vanno in vacanza (2002).